# Squash nos Jogos Pan-Americanos de 2011 - Equipes femininas
A competição por equipes femininas foi um dos eventos do squash nos Jogos Pan-Americanos de 2011, em Guadalajara. Foi disputada no Complexo de Squash entre os dias 18 e 21 de outubro.

## Calendário
Horário local (UTC-6).
| Data          | Horário | Fase       |
| ------------- | ------- | ---------- |
| 18 de outubro | 13:00   | Grupos     |
| 19 de outubro | 11:00   | Grupos     |
| 20 de outubro | 09:00   | Semifinais |
| 21 de outubro | 11:00   | Final      |

## Medalhistas
|  | CAN Canadá                                         |  | COL Colômbia                              |  | MEX México                                      |  | USA Estados Unidos                           |
|  | Miranda Ranieri Samantha Cornett Stephanie Edmison |  | Anna Porras Catalina Peláez Silvia Angulo |  | Imelda Salazar Nayelly Hernández Samantha Terán |  | Lily Lorentzen Maria Ubina Olivia Blatchford |

## Resultados
As equipes foram divididas em dois grupos. As duas melhores de cada grupo se classificaram para as semifinais.

### Grupo A
| País               | J | V | D | SF | SC | PF  | PC  | Pts |
| ------------------ | - | - | - | -- | -- | --- | --- | --- |
| USA Estados Unidos | 3 | 3 | 0 | 20 | 13 | 332 | 295 | 3   |
| MEX México         | 3 | 2 | 1 | 23 | 9  | 334 | 247 | 2   |
| BRA Brasil         | 3 | 1 | 2 | 15 | 19 | 304 | 325 | 1   |
| ARG Argentina      | 3 | 0 | 3 | 9  | 26 | 248 | 351 | 0   |

| 18 de outubro 13:00 | Relatório      | USA Estados Unidos | 2 – 1 | BRA Brasil       | Complexo de Squash, Guadalajara |
| 18 de outubro 13:00 | Relatório      | Placar por jogo:   |       |                  | Complexo de Squash, Guadalajara |
| 18 de outubro 13:00 | Relatório      | Olivia Blatchford  | 0–3   | Thaísa Serafini  | Complexo de Squash, Guadalajara |
| Lily Lorentzen      | Lily Lorentzen | Lily Lorentzen     | 3–1   | Mariana Pontalti |                                 |
| Maria Ubina         | Maria Ubina    | Maria Ubina        | 2–0   | Marina Costa     |                                 |
|                     |                |                    |       |                  |                                 |
|                     |                |                    |       |                  |                                 |

| 18 de outubro 16:00 | Relatório         | MEX México        | 3 – 0 | ARG Argentina      | Complexo de Squash, Guadalajara |
| 18 de outubro 16:00 | Relatório         | Placar por jogo:  |       |                    | Complexo de Squash, Guadalajara |
| 18 de outubro 16:00 | Relatório         | Samantha Terán    | 3–0   | Antonella Falcione | Complexo de Squash, Guadalajara |
| Nayelly Hernández   | Nayelly Hernández | Nayelly Hernández | 3–0   | Fernanda Rocha     |                                 |
| Imelda Salazar      | Imelda Salazar    | Imelda Salazar    | 3–0   | Cecilia Cerquetti  |                                 |
|                     |                   |                   |       |                    |                                 |
|                     |                   |                   |       |                    |                                 |

| 19 de outubro 11:00 | Relatório         | USA Estados Unidos | 2 – 1 | ARG Argentina      | Complexo de Squash, Guadalajara |
| 19 de outubro 11:00 | Relatório         | Placar por jogo:   |       |                    | Complexo de Squash, Guadalajara |
| 19 de outubro 11:00 | Relatório         | Lily Lorentzen     | 3–1   | Fernanda Rocha     | Complexo de Squash, Guadalajara |
| Olivia Blatchford   | Olivia Blatchford | Olivia Blatchford  | 3–0   | Antonella Falcione |                                 |
| Maria Ubina         | Maria Ubina       | Maria Ubina        | 2–3   | Cecilia Cerquetti  |                                 |
|                     |                   |                    |       |                    |                                 |
|                     |                   |                    |       |                    |                                 |

| 19 de outubro 13:00 | Relatório       | BRA Brasil       | 0 – 3 | MEX México        | Complexo de Squash, Guadalajara |
| 19 de outubro 13:00 | Relatório       | Placar por jogo: |       |                   | Complexo de Squash, Guadalajara |
| 19 de outubro 13:00 | Relatório       | Mariana Pontalti | 1–3   | Nayelly Hernández | Complexo de Squash, Guadalajara |
| Thaísa Serafini     | Thaísa Serafini | Thaísa Serafini  | 0–3   | Samantha Terán    |                                 |
| Marina Costa        | Marina Costa    | Marina Costa     | 1–3   | Imelda Salazar    |                                 |
|                     |                 |                  |       |                   |                                 |
|                     |                 |                  |       |                   |                                 |

| 19 de outubro 17:00 | Relatório         | USA Estados Unidos | 2 – 1 | MEX México        | Complexo de Squash, Guadalajara |
| 19 de outubro 17:00 | Relatório         | Placar por jogo:   |       |                   | Complexo de Squash, Guadalajara |
| 19 de outubro 17:00 | Relatório         | Lily Lorentzen     | 3–2   | Nayelly Hernández | Complexo de Squash, Guadalajara |
| Olivia Blatchford   | Olivia Blatchford | Olivia Blatchford  | 1–3   | Samantha Terán    |                                 |
| Maria Ubina         | Maria Ubina       | Maria Ubina        | 3–0   | Imelda Salazar    |                                 |
|                     |                   |                    |       |                   |                                 |
|                     |                   |                    |       |                   |                                 |

| 19 de outubro 19:00 | Relatório          | ARG Argentina      | 0 – 3 | BRA Brasil       | Complexo de Squash, Guadalajara |
| 19 de outubro 19:00 | Relatório          | Placar por jogo:   |       |                  | Complexo de Squash, Guadalajara |
| 19 de outubro 19:00 | Relatório          | Fernanda Rocha     | 2–3   | Mariana Pontalti | Complexo de Squash, Guadalajara |
| Antonella Falcione  | Antonella Falcione | Antonella Falcione | 2–3   | Thaísa Serafini  |                                 |
| Cecilia Cerquetti   | Cecilia Cerquetti  | Cecilia Cerquetti  | 1–3   | Marina Costa     |                                 |
|                     |                    |                    |       |                  |                                 |
|                     |                    |                    |       |                  |                                 |

### Grupo B
| País          | J | V | D | SF | SC | PF  | PC  | Pts |
| ------------- | - | - | - | -- | -- | --- | --- | --- |
| CAN Canadá    | 3 | 3 | 0 | 27 | 4  | 329 | 176 | 3   |
| COL Colômbia  | 3 | 2 | 1 | 21 | 10 | 304 | 216 | 2   |
| GUA Guatemala | 3 | 1 | 2 | 7  | 23 | 214 | 301 | 1   |
| CHI Chile     | 3 | 0 | 3 | 6  | 24 | 157 | 311 | 0   |

| 18 de outubro 13:00 | Relatório         | CAN Canadá        | 3 – 0 | CHI Chile        | Complexo de Squash, Guadalajara |
| 18 de outubro 13:00 | Relatório         | Placar por jogo:  |       |                  | Complexo de Squash, Guadalajara |
| 18 de outubro 13:00 | Relatório         | Miranda Ranieri   | 3–0   | Ana María Pinto  | Complexo de Squash, Guadalajara |
| Stephanie Edmison   | Stephanie Edmison | Stephanie Edmison | 3–0   | Ornella González |                                 |
| Samantha Cornett    | Samantha Cornett  | Samantha Cornett  | 3–0   | Sandra Pinto     |                                 |
|                     |                   |                   |       |                  |                                 |
|                     |                   |                   |       |                  |                                 |

| 18 de outubro 16:00 | Relatório       | COL Colômbia     | 3 – 0 | GUA Guatemala     | Complexo de Squash, Guadalajara |
| 18 de outubro 16:00 | Relatório       | Placar por jogo: |       |                   | Complexo de Squash, Guadalajara |
| 18 de outubro 16:00 | Relatório       | Silvia Angulo    | 3–0   | Pamela Anckerman  | Complexo de Squash, Guadalajara |
| Anna Porras         | Anna Porras     | Anna Porras      | 3–0   | Nicolle Anckerman |                                 |
| Catalina Peláez     | Catalina Peláez | Catalina Peláez  | 3–0   | Winifer Bonilla   |                                 |
|                     |                 |                  |       |                   |                                 |
|                     |                 |                  |       |                   |                                 |

| 19 de outubro 11:00 | Relatório        | CAN Canadá        | 3 – 0 | GUA Guatemala     | Complexo de Squash, Guadalajara |
| 19 de outubro 11:00 | Relatório        | Placar por jogo:  |       |                   | Complexo de Squash, Guadalajara |
| 19 de outubro 11:00 | Relatório        | Stephanie Edmison | 3–0   | Nicolle Anckerman | Complexo de Squash, Guadalajara |
| Miranda Ranieri     | Miranda Ranieri  | Miranda Ranieri   | 3–1   | Pamela Anckerman  |                                 |
| Samantha Cornett    | Samantha Cornett | Samantha Cornett  | 3–0   | Winifer Bonilla   |                                 |
|                     |                  |                   |       |                   |                                 |
|                     |                  |                   |       |                   |                                 |

| 19 de outubro 13:00 | Relatório       | CHI Chile        | 0 – 3 | COL Colômbia    | Complexo de Squash, Guadalajara |
| 19 de outubro 13:00 | Relatório       | Placar por jogo: |       |                 | Complexo de Squash, Guadalajara |
| 19 de outubro 13:00 | Relatório       | Ornella González | 0–3   | Anna Porras     | Complexo de Squash, Guadalajara |
| Ana María Pinto     | Ana María Pinto | Ana María Pinto  | 1–3   | Silvia Angulo   |                                 |
| Sandra Pinto        | Sandra Pinto    | Sandra Pinto     | 0–3   | Catalina Peláez |                                 |
|                     |                 |                  |       |                 |                                 |
|                     |                 |                  |       |                 |                                 |

| 19 de outubro 17:00 | Relatório        | CAN Canadá        | 3 – 0 | COL Colômbia    | Complexo de Squash, Guadalajara |
| 19 de outubro 17:00 | Relatório        | Placar por jogo:  |       |                 | Complexo de Squash, Guadalajara |
| 19 de outubro 17:00 | Relatório        | Stephanie Edmison | 3–0   | Anna Porras     | Complexo de Squash, Guadalajara |
| Miranda Ranieri     | Miranda Ranieri  | Miranda Ranieri   | 3–1   | Silvia Angulo   |                                 |
| Samantha Cornett    | Samantha Cornett | Samantha Cornett  | 3–2   | Catalina Peláez |                                 |
|                     |                  |                   |       |                 |                                 |
|                     |                  |                   |       |                 |                                 |

| 19 de outubro 17:00 | Relatório        | GUA Guatemala     | 2 – 1 | CHI Chile        | Complexo de Squash, Guadalajara |
| 19 de outubro 17:00 | Relatório        | Placar por jogo:  |       |                  | Complexo de Squash, Guadalajara |
| 19 de outubro 17:00 | Relatório        | Nicolle Anckerman | 3–2   | Ornella González | Complexo de Squash, Guadalajara |
| Pamela Anckerman    | Pamela Anckerman | Pamela Anckerman  | 0–3   | Ana María Pinto  |                                 |
| Winifer Bonillo     | Winifer Bonillo  | Winifer Bonillo   | 3–0   | Sandra Pinto     |                                 |
|                     |                  |                   |       |                  |                                 |
|                     |                  |                   |       |                  |                                 |

## Fase final
|  | Semifinal | Semifinal          | Semifinal  | Semifinal | Semifinal |            |    | Final        | Final | Final | Final | Final |
|  |           |                    |            |           |           |            |    |              |       |       |       |       |
|  | A1        | USA Estados Unidos | 3          | 1         | 0         |            |    |              |       |       |       |       |
|  | B2        | COL Colômbia       | 0          | 3         | 2         |            |    |              |       |       |       |       |
|  | B2        | COL Colômbia       | 0          | 3         | 2         |            | B2 | COL Colômbia | 1     | 1     |       |       |
|  |           |                    |            |           |           |            | B2 | COL Colômbia | 1     | 1     |       |       |
|  |           | B1                 | CAN Canadá | 3         | 3         |            |    |              |       |       |       |       |
|  | A2        | B1                 | CAN Canadá | 3         | 3         | MEX México | 3  | 0            | 0     |       |       |       |
|  | A2        |                    |            |           |           | MEX México | 3  | 0            | 0     |       |       |       |
|  | B1        | CAN Canadá         | 0          | 3         | 3         |            |    |              |       |       |       |       |

### Semifinal
| 20 de outubro 9:00   | Relatório            | USA Estados Unidos   | 1 – 2 | COL Colômbia    | Complexo de Squash, Guadalajara |
| 20 de outubro 9:00   | Relatório            | Placar por jogo:     |       |                 | Complexo de Squash, Guadalajara |
| 20 de outubro 9:00   | Relatório            | Olivia Blatchford    | 3–0   | Silvia Angulo   | Complexo de Squash, Guadalajara |
| Maria Ubina          | Maria Ubina          | Maria Ubina          | 1–3   | Catalina Peláez |                                 |
| Lily Lorentzen (ab.) | Lily Lorentzen (ab.) | Lily Lorentzen (ab.) | 0–2   | Anna Porras     |                                 |
|                      |                      |                      |       |                 |                                 |
|                      |                      |                      |       |                 |                                 |

| 20 de outubro 9:00 | Relatório         | MEX México        | 1 – 2 | CAN Canadá        | Complexo de Squash, Guadalajara |
| 20 de outubro 9:00 | Relatório         | Placar por jogo:  |       |                   | Complexo de Squash, Guadalajara |
| 20 de outubro 9:00 | Relatório         | Samantha Terán    | 3–0   | Miranda Ranieri   | Complexo de Squash, Guadalajara |
| Imelda Salazar     | Imelda Salazar    | Imelda Salazar    | 0–3   | Samantha Cornett  |                                 |
| Nayelly Hernández  | Nayelly Hernández | Nayelly Hernández | 0–3   | Stephanie Edmison |                                 |
|                    |                   |                   |       |                   |                                 |
|                    |                   |                   |       |                   |                                 |

### Final
| 21 de outubro 11:00 | Relatório     | COL Colômbia     | 0 – 2 | CAN Canadá       | Complexo de Squash, Guadalajara |
| 21 de outubro 11:00 | Relatório     | Placar por jogo: |       |                  | Complexo de Squash, Guadalajara |
| 21 de outubro 11:00 | Relatório     | Catalina Peláez  | 1–3   | Samantha Cornett | Complexo de Squash, Guadalajara |
| Silvia Angulo       | Silvia Angulo | Silvia Angulo    | 1–3   | Miranda Ranieri  |                                 |
|                     |               |                  |       |                  |                                 |
|                     |               |                  |       |                  |                                 |
|                     |               |                  |       |                  |                                 |